# Burundi na Letnich Igrzyskach Paraolimpijskich 2012
Burundi na Letnich Igrzyskach Paraolimpijskich 2012 w Londynie reprezentował 1 zawodnik w 1 konkurencji. 
Dla reprezentacji Burundi był to drugi start w igrzyskach paraolimpijskich (poprzednio w 2008). Dotychczas żaden zawodnik nie zdobył paraolimpijskiego medalu.

## Kadra

### Lekkoatletyka
Mężczyźni
| Zawodnik        | Konkurencja | Kwalifikacje | Kwalifikacje | Finał                  | Finał                  |
| Zawodnik        | Konkurencja | Wynik        | Poz.         | Wynik                  | Poz.                   |
| --------------- | ----------- | ------------ | ------------ | ---------------------- | ---------------------- |
| Remy Nikobimeze | 800m T46    | 2:00.25      | 6            | nie zakwalifikował się | nie zakwalifikował się |
| Remy Nikobimeze | 1500m T46   | 4:10.70      | 6            | nie zakwalifikował się | nie zakwalifikował się |